# Lista de membros da Royal Society eleitos em 1912
Esta é uma lista de Membros da Royal Society eleitos em 1912. Foreign Members não foram eleitos este ano.
1. John Oliver Arnold
2. Charles Glover Barkla
3. Leonard C. Cockayne
4. Arthur Lee Dixon
5. Sir Thomas Little Heath
6. Humphrey Owen Jones
7. Sir Thomas Ranken Lyle
8. William McDougall
9. Rudolf Messel
10. Benjamin Moore
11. Edward Nettleship
12. Robert Newstead
13. Sir Henry John Oram
14. George Thurland Prior
15. Reginald Punnett